# FC 도마냐노
FC 도마냐노(이탈리아어: F.C. Domagnano)는 도마냐노를 연고로 하는 산마리노의 축구 클럽이다. 현재는 캄피오나토 산마리노 디 칼초에 참가하고 있다.

## 선수 명단

### 현역
- 미켈레 체르벨리니(2023 ~ )

## 성적
- 캄피오나토 산마리노 디 칼초 4회 우승 (1988-89, 2001-02, 2002-03, 2004-05)
- 코파 티타노 8회 우승 (1972, 1988, 1990, 1992, 1996, 2001, 2002, 2003)
- 산마리노 연방 트로피 3회 우승 (1990, 2001, 2004)